# Bernd Günter
Bernd Günter (* 24. Juni 1946 in Herford, Westfalen) ist ein deutscher Wirtschaftswissenschaftler.

## Leben
Nachdem Günter das Studium der Wirtschaftswissenschaft 1967 in Bochum aufnahm, erhielt er 1972 seinen Abschluss als Diplom-Ökonom an der Ruhr-Universität Bochum. Anschließend promovierte er dort zum Dr. rer. oec. über das Thema „Das Marketing von Großanlagen“. Von 1979 bis 1989 übernahm er die Geschäftsführung des Instituts für Unternehmungsführung und Unternehmensforschung der Ruhr-Universität Bochum, bevor er 1989 als Professor für Allgemeine Betriebswirtschaftslehre an die Freie Universität Berlin berufen wurde. Dort übernahm er in den Jahren 1989 bis 1991 zudem die Studienleitung sowie die wissenschaftliche Leitung des Weiterbildenden Studiums Technischer Vertrieb. Von 1991 bis zum Eintritt in den Ruhestand im Jahr 2014 war er Professor für Betriebswirtschaftslehre, insbesondere Marketing, und gehörte damit zu den ersten Professoren der Wirtschaftswissenschaftlichen Fakultät an der Heinrich-Heine-Universität in Düsseldorf. Dort übernahm er von 1998 bis 2000 sowie von 2009 bis 2013 das Amt des Dekans der Wirtschaftswissenschaftlichen Fakultät. In dieser Zeit war er Mitbegründer des Studiengangs Wirtschaftschemie, der Düsseldorf Business School und des betriebswirtschaftlichen und Marketing-Schwerpunkts im Master Kunstgeschichte an der HHU. Neben den sechs Jahren als Dekan hatte er weitere vier Jahre das Amt als Prodekan inne. Für seine Verdienste um die Wirtschaftswissenschaftliche Fakultät sowie die Universität erhielt er im Jahr 2014 die Ehrenmedaille der Heinrich-Heine-Universität.
Bernd Günter ist Mitbegründer, Gesellschafter und Dozent der Düsseldorf Business School GmbH (seit 2002). Darüber hinaus lehrte und lehrt er in Bereichen des Kulturmarketing und Kulturmanagement u. a. am Center of International Arts Management (CIAM) in Köln, am Kunsthistorischen Institut der Universität zu Köln, an der Europa-Universität Viadrina in Frankfurt/Oder sowie derzeit als Lehrbeauftragter im Masterstudiengang Kunstvermittlung und Kulturmanagement der Heinrich-Heine-Universität Düsseldorf. Neben seinen Lehrtätigkeiten an Hochschulen ist Bernd Günter als Dozent und Berater aktiv und veranstaltet u. a. die Gründerseminar-Reihe „STARTER“ im Auftrag des Verbands Deutscher Kunsthistoriker e.V. in Bonn (mit Holger Simon und Bernd Hecke). Für sein ehrenamtliches Engagement und seine Verdienste um Kultur und Tourismus in seiner Heimatregion rund um Mettmann wurde Bernd Günter am 30. November 2022 mit dem Bundesverdienstorden geehrt.
Günter ist verheiratet und hat einen Sohn.

## Mitgliedschaften
- Mitglied in Verband der betriebswirtschaftlichen Hochschullehrer VHB
- Persönliches Mitglied im International Council of Museums
- Seit 2017 Mitglied der Expertenkommission „Museumsgütesiegel“ des Museumsverbandes Niedersachsen/Bremen e.V.
- Mitglied des Fachbeirates Technischer Vertrieb und Produktmanagement im Verein Deutscher Ingenieure VDI (bis 2020) sowie in verschiedenen anderen Beiräten
- Mitglied der ehem. Arbeitsgruppe „Working Group Museums Definition“ des International Council of Museums ICOM (2014 bis 2016)[5]
- Mitglied des Kuratoriums des Theatermuseums der Landeshauptstadt Düsseldorf
- Mitglied des Kuratoriums der Dr. Jörg-Bankmann-Stiftung (2015 bis 2020)
- Persönliches Mitglied im Deutschen Museumsbund
- Mitglied und Mitgründer des gemeinnützigen Vereins know time e.V.[6]
- Sprecher und ehrenamtlicher Vorsitzender des Stadtmarketing-Arbeitskreises „Neanderthal-Stadt Mettmann“[7]

## Auszeichnungen
- 2007 Ehrenplakette des VDI[8]
- 2014 Ehrenmedaille der Heinrich-Heine-Universität Düsseldorf[2]
- 2022 Verdienstmedaille des Verdienstordens der Bundesrepublik Deutschland (Bundesverdienstorden)[4]

## Wissenschaftliche Arbeit
Günter hat als Autor und Herausgeber zahlreiche Publikationen veröffentlicht. Er befasst sich im Bereich des Marketing insbesondere mit Themen, die interdisziplinär ausgerichtet sind und sich an den Schnittstellen zwischen Marketing und anderen Forschungs- und Arbeitsbereichen befinden. Seine Schwerpunkte liegen insbesondere in den Bereichen Business-to-Business-Marketing, Kundenmanagement, Stadt- und Regionenmarketing sowie dem Kulturmanagement und -marketing.
Mit seiner Doktorarbeit zum Marketing von Großanlagen (publiziert 1979) und dem Lehrbuch „Investitionsgüter-Marketing“ (Engelhardt/Günter) publizierte er zwei der frühesten Publikationen im Bereich des Investitionsgütermarketing, heute auch unter dem Begriff des Business-to-Business-Marketing geführt. Seine akademischen Lehrer waren insbesondere Werner Hans Engelhardt, Peter Hammann, Gert Lassmann und Walther Busse von Colbe.
Bernd Günter ist Mitherausgeber des Sammelbands „Kundenwert: Grundlagen – Innovative Konzepte – Praktische Umsetzungen“, eines der deutschen Standardwerke zum Thema Kundenwert (in 4. Auflage, 2017). Darüber hinaus befasst sich Bernd Günter in seinen wissenschaftlichen Schriften und Projekten intensiv mit dem Bereich des Kulturmarketing und -management und hat in Zusammenarbeit mit Andrea Hausmann hier ebenfalls eines der Standardwerke zum Kulturmarketing (in 2. Auflage, 2012) verfasst.

## Ausgewählte Schriften
- Bernd Günter: Wettbewerbsvorteile, mehrstufige Kundenanalyse und Kunden-Feedback im Business-to-Business-Marketing. In: Klaus Backhaus, Bernd Günter, Michael Kleinaltenkamp, Wulff Plinke, Hans Raffeé (Hrsg.): Marktleistung und Wettbewerb, Festschrift für Werner H. Engelhardt zum 65. Geburtstag. Wiesbaden 1997, S. 213–231.
- Bernd Günter: Projektkooperationen. In: Michael Kleinaltenkamp Wulff Plinke (Hrsg.): Auftrags- und Projektmanagement. Berlin u. a. 1998, S. 267–318.
- Sabrina Helm, Bernd Günter: Kundenempfehlungen – Resultat und Ausgangspunkt des Kundenbindungsmanagements im Dienstleistungsbereich. In: Manfred Bruhn, Bernd Stauss (Hrsg.): Jahrbuch für Dienstleistungsmanagement 2000. Wiesbaden 2000, S. 103–130.
- Bernd Günter, Hartmut John (Hrsg.): Besucher zu Stammgästen machen! Neue und kreative Wege zur Besucherbindung. Bielefeld 2000.
- Bernd Günter, Sabrina Helm: Die Bewertung von Kundenbeziehungen im Industriegütermarketing. In: Klaus Backhaus Markus Voeth (Hrsg.): Handbuch Industriegütermarketing. Wiesbaden 2004, S. 458–480.
- Bernd Günter: Vertragsgestaltung im Business-to-Business-Marketing. In: Michael Kleinaltenkamp, Wulff Plinke, Frank Jacob, Albrecht Söllner (Hrsg.): Markt- und Produktmanagement – Die Instrumente des Business-to-Business-Marketing. 2. überarb. und erw. Auflage, Wiesbaden 2006.
- Bernd Günter: Verlässlichkeit als Wettbewerbsvorteil im Business-to-Business-Marketing. In: Joachim Büschken, Markus Voeth, Rolf Weiber (Hrsg.): Innovationen für das Industriegütermarketing. Stuttgart 2007, S. 185–199.
- Hartmut John, Bernd Günter (Hrsg.): Das Museum als Marke – Branding als strategisches Managementinstrument für Museen. Bielefeld 2008.
- Bernd Günter: Beschwerdemanagament als Schlüssel zur Kundenzufriedenheit. In: Christian Homburg (Hrsg.): Kundenzufriedenheit – Konzepte – Methoden – Erfahrungen. 8. Aufl., Wiesbaden 2011, S. 325–348.
- Bernd Günter, Andrea Hausmann: Kulturmarketing. 2. Auflage. Wiesbaden 2012.
- Bernd Günter, Sabrina Helm: Die Bewertung von Kundenbeziehungen im Industriegütermarketing. In: Klaus Backhaus, Markus Voeth (Hrsg.): Handbuch Business-to-Business-Marketing. 2. Auflage. Wiesbaden 2015, S. 605–622.
- Bernd Günter: Nachwort: Sinn und Unsinn der Kulturpublikumsforschung. In: Patrick S. Föhl, Patrick Glogner-Pilz (Hrsg.): Handbuch Kulturpublikum. Forschungsfragen und -befunde. Wiesbaden 2016, S. 649–663.
- Sabrina Helm, Bernd Günter, Andreas Eggert (Hrsg.): Kundenwert. 4. Auflage. Wiesbaden 2017.
- Bernd Günter: Virtual Reality und der Weg zum virtuellen Museum. In: Claudia Emmert, Ina Neddermeyer (Hrsg.): Schöne neue Welten. Tagungsband zur Abschlusstagung April 2018. Zeppelin-Museum Friedrichshafen 2019, S. 220–231 (dort parallel auch eine englischsprachige Version).
- Sabrina Helm, Bernd Günter: Kundenwert im Marketing. In: Christopher Zerres (Hrsg.): Handbuch Marketing-Controlling. 5. Auflage. Wiesbaden 2021.
- Bernd Günter und Julia Römhild: Marketing für Kunst und Kultur. Band 1: Grundlagen - Strategie. Kohlhammer, Stuttgart 2023, ISBN 978-3-17-034990-2.